# آیلین فورمن
آیلین فورمن (انگلیسی: Eileen Foreman ) بازیکن سابق فوتبال اهل انگلستان است. فورمن به باشگاه وارمینستر برای بدست‌ آوردن جام در فینال جام دبلیو‌اف‌ای کمک کرد. 
وی همچنین در تیم ملی فوتبال زنان انگلستان بازی کرده است. آیلین فورمن اولین بازی خود را برای انگلیس مقابل اسکاتلند در ۱۸ نوامبر ۱۹۷۲ انجام داد.